# Ximenia intermedia
Ximenia intermedia är en tvåhjärtbladig växtart som först beskrevs av Chodat & Hassler, och fick sitt nu gällande namn av Defilipps. Ximenia intermedia ingår i släktet Ximenia och familjen Ximeniaceae. Inga underarter finns listade i Catalogue of Life.